# Ochthebius lenensis
Ochthebius lenensis är en skalbaggsart som beskrevs av Bertil Robert Poppius 1907. Ochthebius lenensis ingår i släktet Ochthebius och familjen vattenbrynsbaggar. Arten har ej påträffats i Sverige. Inga underarter finns listade i Catalogue of Life.